# Linha 17 do Metropolitano de Paris
A Linha 17 do Metrô de Paris é uma linha em projeto da rede de Metrô de Paris, incluída no projeto do Grand Paris Express. Em um primeiro momento, ela ligará Le Mesnil-Amelot a Saint-Denis Pleyel antes de uma expansão posterior para o oeste para Nanterre.
Para além de 2030, ela ligará Le Mesnil-Amelot a Nanterre-La Folie, passando por La Plaine Saint-Denis, o Aeroporto de Le Bourget e o Aeroporto de Paris-Charles de Gaulle.

## História

### As origens
A linha 17 é assunto do projeto de rede de transportes públicos da Grande Paris, apresentado pelo presidente da República Nicolas Sarkozy em 2009. Este projeto incluía uma linha ligando o Aeroporto Charles-de-Gaulle ao Aeroporto de Orly passando por La Défense, Versalhes e o Planalto de Saclay. Durante a fusão da rede de transporte do Grand Paris com o projeto Arc Express, trazido pelo Sindicato de Transportes da Île-de-France (STIF), o serviço de Roissy é ocupado por uma seção da linha vermelha do Grand Paris Express. 
O traçado proposto é de cerca de 20 km principalmente em subterrâneo e por 5,4 km em elevado nas comunas de Le Bourget, Gonesse, Villepinte e Tremblay-en-France, bem como 600 metros do trecho terminal em Le Mesnil-Amelot.
As questões relativas ao financiamento do Grand Paris Express levaram no entanto a um questionamento da necessidade da ligação do aeroporto com uma nova linha de metrô, antes que o projeto fosse finalmente confirmado por Jean-Marc Ayrault em 6 de março de 2013. No entanto, a fim de reduzir os custos de construção e operação, se decidiu equipar a linha de metrôs mais curtos do que os trens longos de 120 metros inicialmente planejados.
Para o prefeito de Gonesse Jean-Pierre Blazy, é a entrega de EuropaCity que tem permitido uma estação no Triangle de Gonesse. O eleito disse: "Os representantes de EuropaCity tiveram muito apoio e eles nos permitiram que o governo soubesse que esta estação estava para vir. E de obtê-la". A consulta sobre o trecho sul da linha 17, entre Saint-Denis Pleyel e Le Bourget RER, comum com a linha 16, ocorreu de 18 de novembro a 18 de dezembro de 2013. O registro de enquete pública do projeto foi transmitido, em 7 de março de 2014, à Autoridade Ambiental. A consulta pública ocorreu de 13 de outubro a 24 de novembro de 2014. A comissão de enquete apresentou, em 9 de fevereiro de 2015, um parecer favorável unânime. A construção do trecho foi declarada de utilidade pública em 28 de dezembro de 2015.
A consulta sobre o trecho norte da linha 17, entre Le Bourget RER e Le Mesnil-Amelot, ocorreu de 20 de novembro a 20 de dezembro de 2014. O registro de enquete pública foi encaminhado ao prefeito da região pela SGP no verão de 2015, por uma consulta pública que ocorreu de 25 de abril a 31 de maio de 2016. A declaração de utilidade pública foi assinada em 14 de fevereiro de 2017.
Em seu aviso tornado público em janeiro de 2018, a Autoridade Ambiental do CGEDD estima que uma nova atualização do estudo de impacto parece ser necessária ela mesma comportando "lacunas importantes" no que diz respeito em particular ao impacto cumulativo de vários projetos sobre o Triangle de Gonesse, o impacto das bases das obras, o tratamento de água do canteiro e de esgoto, o impacto sobre a hidrologia e o habitat de certas espécies raras.

### Custo do projeto
De acordo com a consulta pública realizada em 2016 (antes da reavaliação prevista em 2018, o custo de investimento da linha 17, é estimado em 2,666 bilhões de euros excluindo impostos e nas condições econômicas de janeiro de 2012, fora o material rodante, estimado em 92 milhões de euros.

### Inauguração
A linha 17 deverá ser lançada de acordo com as etapas seguintes:
- por volta de 2024, para o trecho comum de Saint-Denis Pleyel a Le Bourget RER;
- por volta de 2027, para o trecho de Le Bourget RER a Triangle de Gonesse;
- por volta de 2030, para o trecho  do Triangle de Gonesse a Aéroport Charles-de-Gaulle Terminal 2;
- por volta de 2030, para o trecho  de Aéroport Charles-de-Gaulle Terminal 2 a Le Mesnil-Amelot ;
- para além de 2030, para o trecho de Saint-Denis Pleyel a Nanterre La Folie.

No âmbito dos Jogos Olímpicos de 2024, está previsto para abrir a estação Le Bourget - Aéroport ao mesmo tempo que o trecho comum com a linha 16, se isso é tecnicamente possível.

## Estações
A linha 17 do metrô deve ligar a área de empregos de Plaine Commune ao Aeroporto Charles-de-Gaulle. Será possível chegar dessa último de Paris através de correspondência com a linha 14 em Saint-Denis Pleyel.

### Lista de estações
- Le Mesnil-Amelot
- Aéroport Charles-de-Gaulle Terminal 4
- Aéroport Charles-de-Gaulle Terminal 2
- Parc des Expositions
- Triangle de Gonesse
- Le Bourget - Aéroport
- Le Bourget RER
- La Courneuve - Six Routes
- Saint-Denis Pleyel

### Extensão para o Oeste
Esta extensão é evocada sem data específica depois de 2030.

Plano da linha.

- Saint-Denis Pleyel
- Les Grésillons
- Colombes
- La Garenne-Colombes
- Nanterre-La Folie